# Varmedunk
En varmedunk er en beholder, der kan fyldes med varmt eller kogende vand og lukkes med en prop eller skuelåg. Varmedunken bruges til at give varme, typisk i sengen, eller til at varme dele af kroppen: Kolde fødder, lænd, eller dele af kroppen, der er ømme efter sport.

## Tidlig historie
Varmedunken er blevet brugt i flere århundreder, så tidligt som tilbage i 1500-tallet. Dengang var varmedunken lavet af metal med et langt håndtag, ofte af træ, hvor hele toppen kunne åbnes, og der kunne kommes varme kul ned i fra det døende ildsted. Man satte den ind mellem madras og dyne og flyttede den rundt, til den havde varmet sengen op.
I 1800-tallet begyndte man at bruge varmt vand i stedet for kul som varmekilde. Varmedunkene var stadig lavet af metal, men uden et langt håndtag. Desuden var åbningen meget mindre, da der kun skulle hældes vand i.

## Gummidunken
De moderne varmedunke lavet af gummi blev opfundet i 1903 og var dengang lavet i naturgummi. Designet blev patenteret af den kroatiske ingeniør og opfinder Eduard Penkala. 
Nutidige varmedunke er fremstillet af PVC. Den moderne varmedunk kan, til forskel fra den kul-opvarmede varmedunke fra gamle dage, blive i sengen med den sovende, da de ikke risikerer at brænde hul i sengetøjet. 